# Orwell-Gletscher
Der Orwell-Gletscher ist ein weniger als 800 m langer Gletscher im Osten von Signy Island im Archipel der Südlichen Orkneyinseln. Er fließt von den Südhängen der Snow Hills in das Südende der Elephant Flats, in die er in Form 20 m hoher Eisklippen einmündet.
Teilnehmer der britischen Discovery Investigations nahmen 1927 eine Vermessung des Gletschers vor. Sie benannten ihn nach dem Transportschiff Orwell des norwegischen  Walfangunternehmens Tønsbergs Hvalfangeri, das zwischen 1926 und 1926 sowie zwischen 1929 und 1930 in den Gewässern um die Südlichen Orkneyinseln operierte. Der Falkland Islands Dependencies Survey nahm 1947 eine neuerliche Vermessung vor.